# Reginald Thal
Reginald Thal (Maastricht, 7 februari 1965) is een Nederlands voormalige voetballer.

## Loopbaan
Hij speelde van 1984 tot 1995 als semi-prof bij MVV. Vanuit de jeugd van RKSV Rapid kwam hij als 12-jarige bij de jeugdopleiding van MVV en stroomde door naar het eerste team. De 1,96 meter lange Maastrichtenaar begon in 1984 onder trainer Barry Hughes zijn carrière als spits. Hij debuteerde in een selectie met spelers als Bert van Marwijk, Dick Nanninga, Pierre Vermeulen. Later trad ook Eric Gerets tot de selectie toe. 
Onder trainer Pim van de Meent wisselde Thal naar de verdediging. Clemens Westerhof, Cor Brom, Jo Bonfrère, Frans Körver, Sef Vergoossen en Jan Reker waren de overige hoofdtrainers van Thal. Hij speelde 277 officiële wedstrijden en scoorde 23 doelpunten. Hij werd in 1995 bij zijn afscheid uitgeroepen tot lid van verdienste. Drie jaar later kwam hij als bestuurslid technische zaken terug bij MVV.
Thal combineerde zijn voetballoopbaan met een maatschappelijke carrière. Na het doorlopen van de mavo, havo en atheneum heeft hij gewerkt als inkoper, verkoper en directeur, bij verschillende bedrijven. Sinds februari 2017 heeft hij een eigen consultancy-bedrijf.

### Profstatistieken
| Seizoen | Club   | Land      | Competitie     | Duels | Goals |
| ------- | ------ | --------- | -------------- | ----- | ----- |
| 1984/85 | MVV    | Nederland | Eredivisie     | 15    | 0     |
| 1985/86 | MVV    | Nederland | Eredivisie     | 12    | 1     |
| 1986/87 | MVV    | Nederland | Eerste divisie | 34    | 8     |
| 1987/88 | MVV    | Nederland | Eerste divisie | 32    | 5     |
| 1988/89 | MVV    | Nederland | Eredivisie     | 31    | 2     |
| 1989/90 | MVV    | Nederland | Eredivisie     | 29    | 1     |
| 1990/91 | MVV    | Nederland | Eredivisie     | 26    | 2     |
| 1991/92 | MVV    | Nederland | Eredivisie     | 28    | 2     |
| 1992/93 | MVV    | Nederland | Eredivisie     | 28    | 1     |
| 1993/94 | MVV    | Nederland | Eredivisie     | 25    | 0     |
| 1994/95 | MVV    | Nederland | Eredivisie     | 13    | 1     |
| Totaal  | Totaal | Totaal    | Totaal         | 273   | 23    |

## Relatie
Zijn vader Michel Thal (29 december 1940) voetbalde in de jaren zestig ook voor MVV 1, totdat hij wegens een meniscusblessure zijn carrière vroegtijdig moest staken. Bij zijn afscheid riep MVV hem uit tot erelid.